# Hofberg bei Reitscheid
Hofberg bei Reitscheid este o arie protejată (arie specială de conservare — SAC, sit de importanță comunitară — SCI, arie de protecție specială avifaunistică — SPA) din Germania întinsă pe o suprafață de 48,26 ha, integral pe uscat.

## Localizare
Centrul sitului Hofberg bei Reitscheid este situat la coordonatele 49°32′23″N 7°12′49″E / 49.5397°N 7.2136°E.

## Înființare
Situl Hofberg bei Reitscheid a fost declarat sit de importanță comunitară în octombrie 2000 pentru a proteja 3 specii de animale. Alte tipuri de protecție:
- arie de protecție specială avifaunistică (în octombrie 2000)[3]
- arie specială de conservare (în iunie 2005)[2][4][5]

## Biodiversitate
Situată în ecoregiunea continentală, aria protejată conține 6 habitate naturale: Pajiști uscate seminaturale și facies de acoperire cu tufișuri pe substraturi calcaroase (Festuco-Brometalia) (* situri importante pentru orhidee), Formațiuni ierboase bogate în specii de Nardus, dezvoltate pe substraturi silicioase în zone montane (și în zone submontane, în Europa continentală), Liziere de ierburi înalte hidrofile de câmpie și de nivel montan până la alpin, Fânețe de joasă altitudine (Alopecurus pratensis, Sanguisorba officinalis), Roci stâncoase cu vegetație pionieră de Sedo-Scleranthion sau Sedo albi-Veronicion dillenii, Păduri de fag Asperulo-Fagetum.
La baza desemnării sitului se află mai multe specii protejate:
- păsări (2): sfrâncioc roșiatic (Lanius collurio), ciocârlie de pădure (Lullula arborea)
- nevertebrate (1): fluturele purpuriu (Lycaena dispar)

Pe lângă speciile protejate, pe teritoriul sitului au mai fost identificate 31 de specii de plante, 1 specie de păsări, 15 specii de nevertebrate, 1 specie de reptile.